# Neoregelia concentrica
Neoregelia concentrica även juvelbägare är en gräsväxtart som först beskrevs av Vell., och fick sitt nu gällande namn av Lyman Bradford Smith. Neoregelia concentrica ingår i släktet Neoregelia och familjen Bromeliaceae. Inga underarter finns listade i Catalogue of Life.

## Bildgalleri

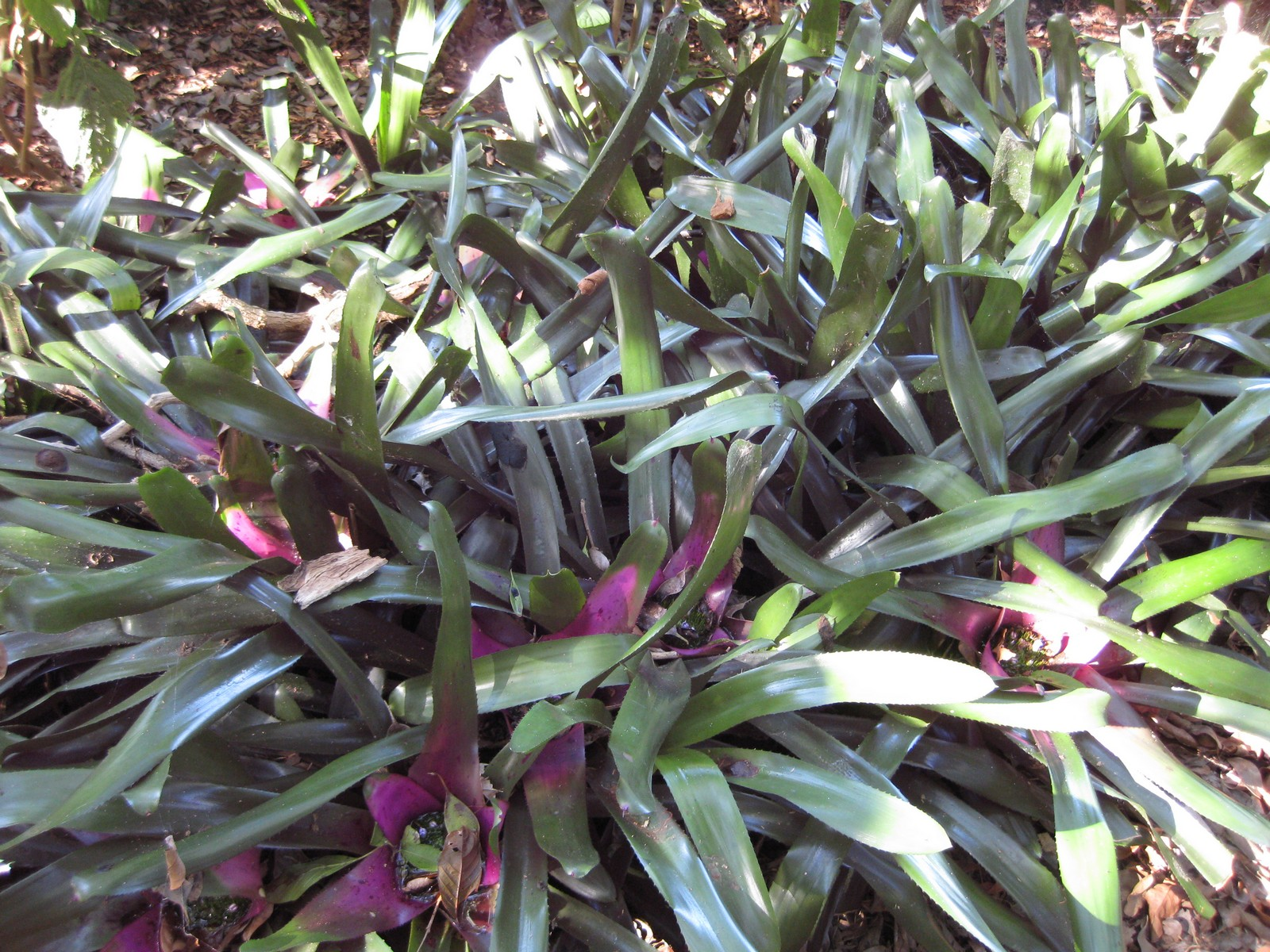
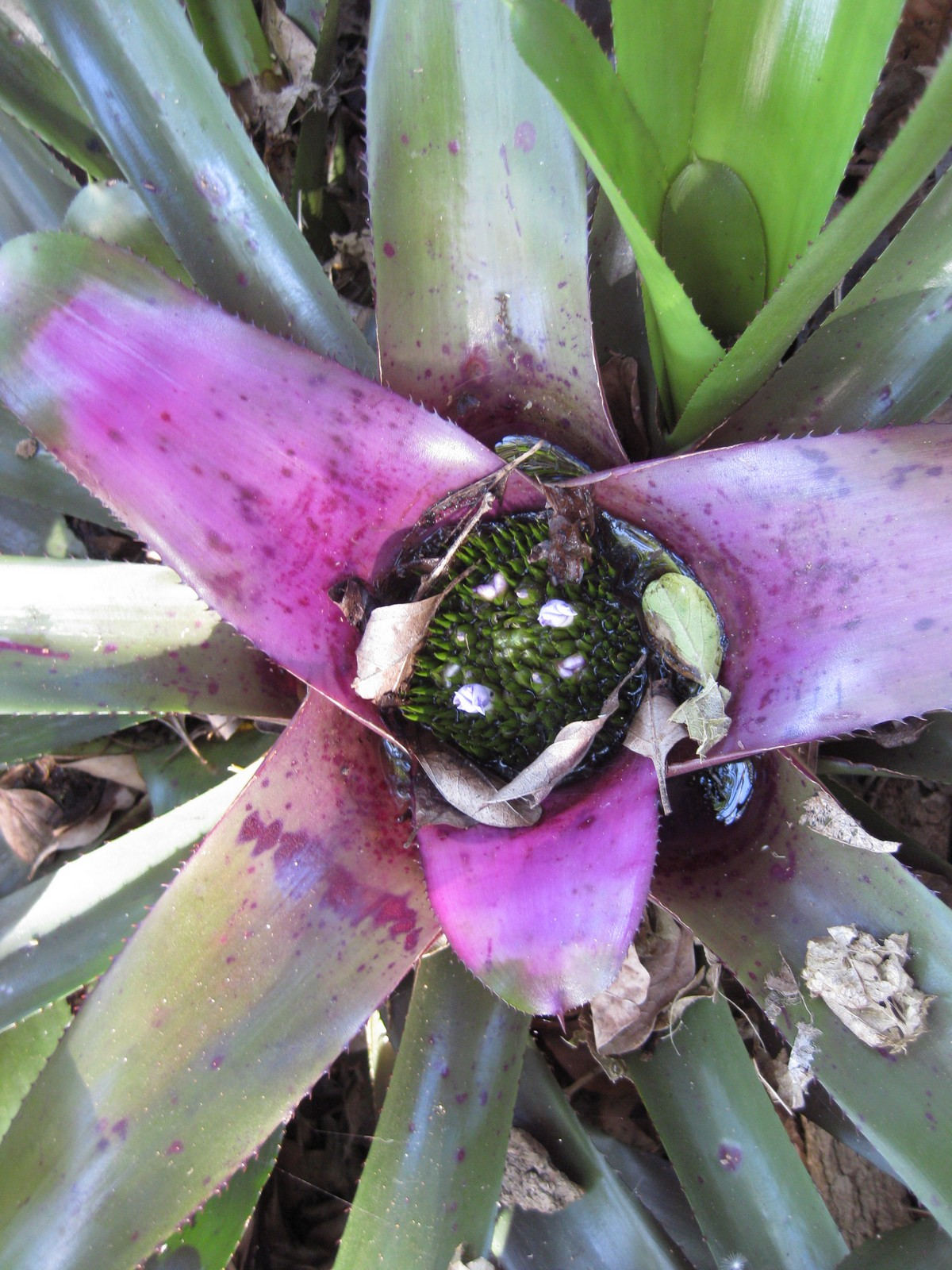
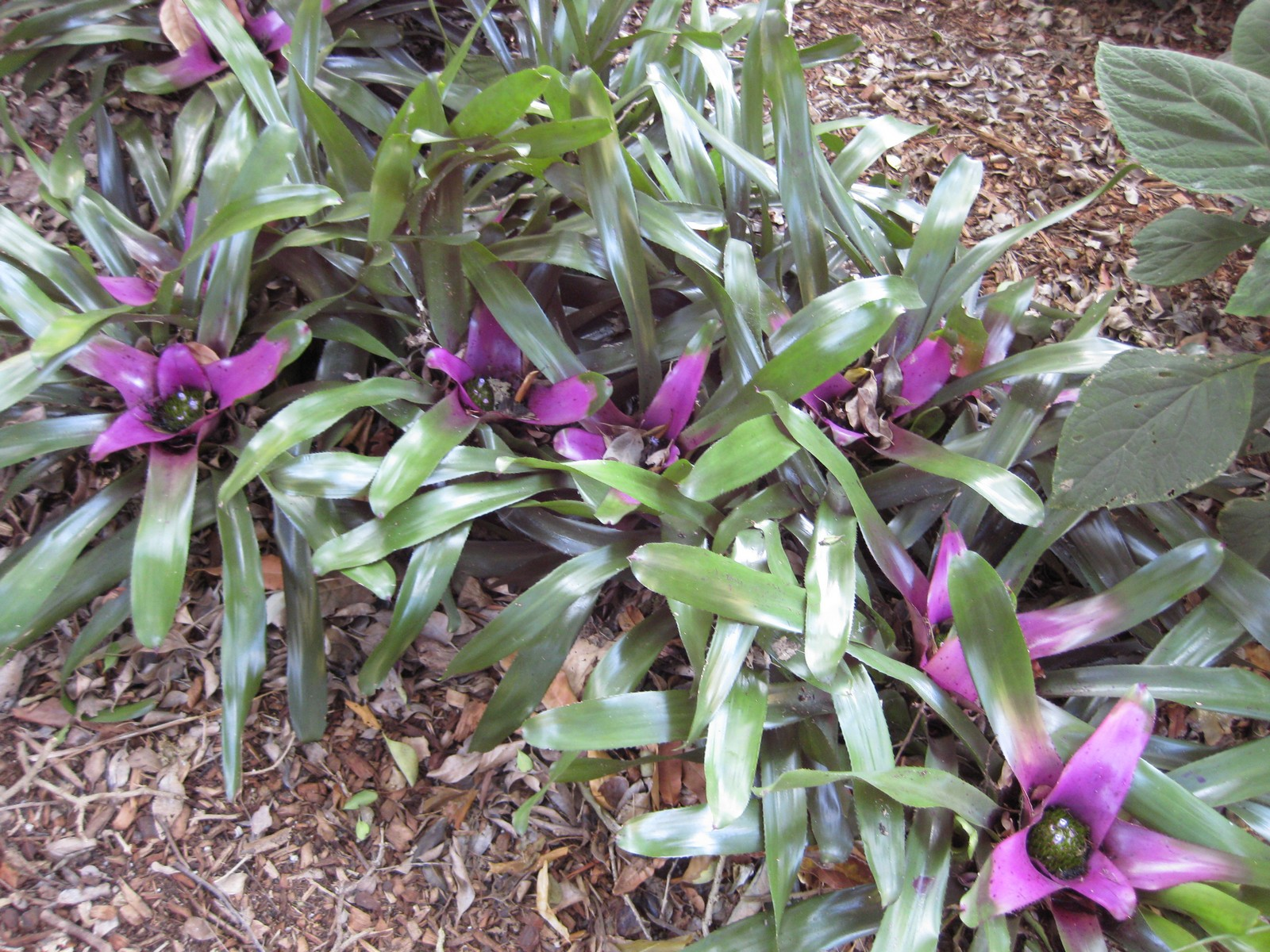
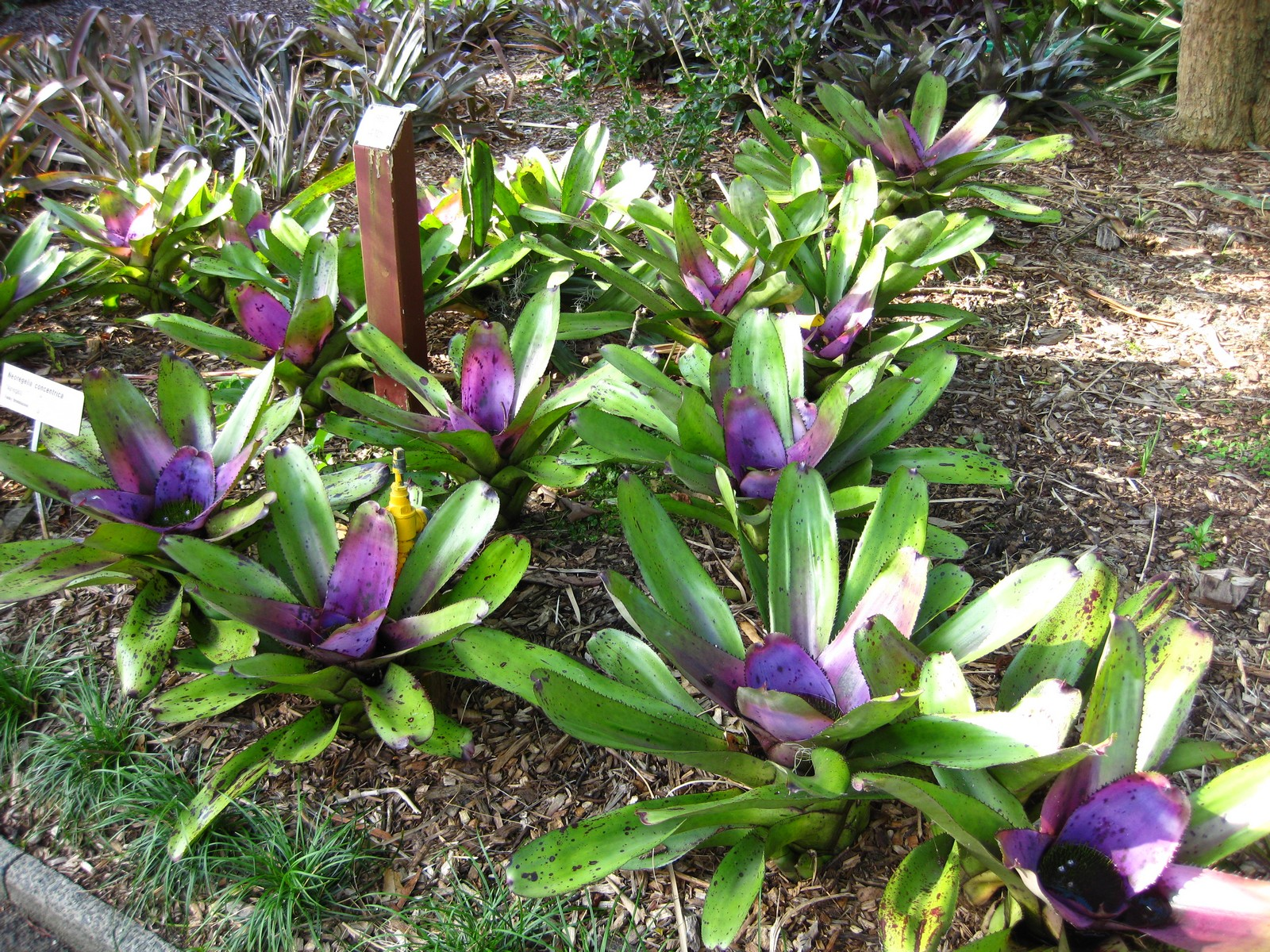